# Maska hokejowa

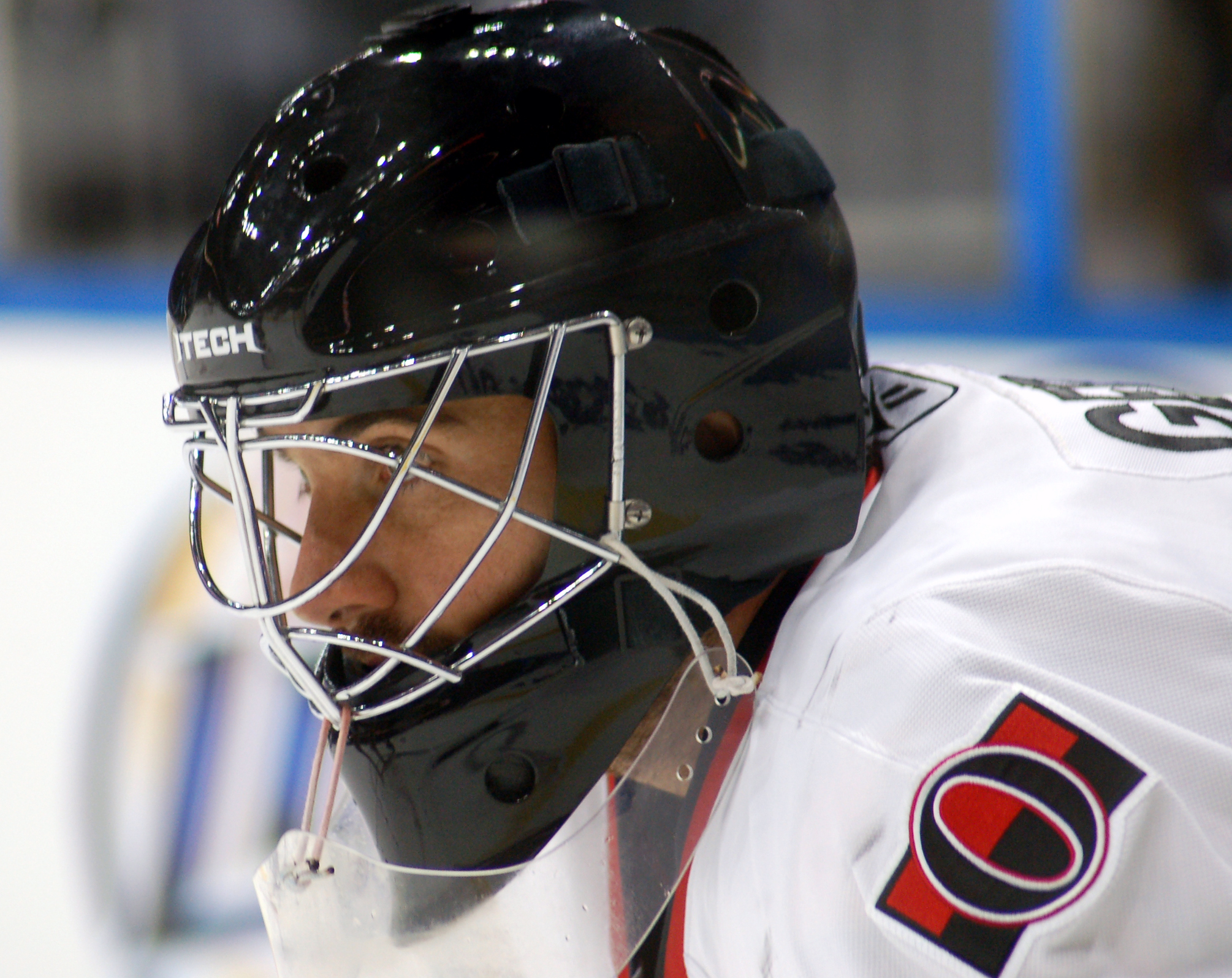
Maska hokejowa Martina Gerbera

Maska hokejowa – element wyposażenia bramkarza hokejowego. Składa się ze specjalnego kasku z przymocowaną drucianą kratownicą na twarz oraz ochraniaczem na szyję. Charakteryzuje się dużą wytrzymałością i służy do ochrony głowy, twarzy i szyi bramkarza przed uderzeniami krążka.